# كريستوفر بارلو
كريستوفر بارلو (بالإنجليزية: Christopher Barlow)‏ هو قسيس أيرلندي، ولد في 9 ديسمبر 1858 في دبلن في جمهورية أيرلندا، وتوفي في 30 أغسطس 1915.